# 孔令讲
孔令讲（1974年9月—），中国河南省南阳市方城县人，电子通信专家，中共党员，电子科技大学党委常委、副校长、信息与通信工程学院院长、教授。2015年评为长江学者特聘教授。研究领域包括新体制雷达系统与雷达信号处理算法等。

## 生平
孔令讲2003年毕业于电子科技大学电子工程系，获得博士学位，并留校任教。2006年升为副教授。2009年9月至2010年3月期间在美国佛罗里达大学当访问学者。2011年8月升为教授，2013年1月开始担任电子科技大学电子工程学院副院长。2015年评为长江学者特聘教授。2018年1月，电子科技大学原通信与信息工程学院的通信与信息系统二级学科与原电子工程学院的信号与信息处理二级学科改组为信息与通信工程学院，孔令讲担任院长。2022年5月，升任电子科技大学党委常委、副校长。